# Голландець (фільм)
«Голландець» (нід. Alleman, англ. The Human Dutch), відомий також як «12 мільйонів» — чорно-білий документальний фільм 1963 року нідерландського режисера Берта Ханстри.

## Історія
Фільм є найвідвідуванішим документальним фільмом у Нідерландах і одним з 10 найпопулярніших фільмів нідерландського кіно (1,665 мільйонів глядачів). Відзначений кількома престижними міжнародними нагородами, зокрема, «Золотим ведмедем» на Берлінському кінофестивалі 1964 року, також номінувався на премії BAFTA і «Оскар».
Озвучування нідерландської версії фільму здійснив письменник Сімон Карміґґелт, англомовну версію озвучував Пітер Устінов; проте у версії, яку перевидав на YouTube Нідерландський інститут звуку та зображення, коментар англійською мовою дає сам Берт Ханстра.
2 грудня 2007 року на Фестивалі документального кіно в Амстердамі «Голландець» названо кращим голландським документальним фільмом від 1945 року. Голландський телеканал ONS транслював цей документальний фільм 2013 і 2014 року, а останній раз[уточнити] — 15 січня 2015 року.
До 50-річного ювілею фільму 2013 року проведено низку заходів. Компанія AVRO представила восьмисерійний телесеріал «Нідерланди голландця» (нід. Nederland van Alleman), у якому фрагменти фільму використано поряд зі матеріалом про сучасні Нідерланди. Популярна голландська телепрограма «Людина кусає собаку» компанії NCRV до річниці фільму Ханстри транслювала низку коротких сюжетів про сучасні Нідерланди, вони перегукуються з баченням режисера, а театральний режисер Берт Хана переробив фільм Ханстри з використанням зображень з Google Street View у своєму проєкті #Alleman.

## Сюжет
Фільм показує повсякденне життя нідерландців, як у серйозному, так і в комічному ключі. За допомогою прихованих камер велися знімання на пляжі, під час карнавалу, на ковзанці тощо.

## Актори
- Сімон Карміґґелт[ru] — озвучення голландською мовою.
- Пітер Устинов — озвучення англійською мовою.

## Нагороди та номінації
- Номінація на «Оскар» у категорії «найкращий документальний фільм» (1965).
- Номінація на приз «BAFTA» (1965).
- Приз «Золотий ведмідь» у категорії «найкращий документальний фільм художнього формату» (1964).